# شارلین هالت
شارلین هالت (انگلیسی: Charlene Holt؛ ‏ ۲۸ آوریل ۱۹۲۸ – ۵ آوریل ۱۹۹۶) بازیگر و مدل اهل ایالات متحده آمریکا بود. وی بین سال‌های ۱۹۶۲ تا ۱۹۸۰ میلادی فعالیت می‌کرد.

## گزیدهٔ فیلم‌شناسی
- روزگار شراب و گل‌های سرخ (بازیگر مهمان؛ نامش در عنوان بندی نیامده، ۱۹۶۲)
- ال‌دورادو ( ۱۹۶۶)
- ملوین و هاوارد (۱۹۸۰)